# 100 meter för damer i friidrott vid olympiska sommarspelen 2016
Damernas 100 meter vid olympiska sommarspelen 2016, i Rio de Janeiro i Brasilien avgjordes den 12-13 augusti på Estádio Olímpico João Havelange.

## Medaljörer
| Gren      | Guld                    | Silver         | Brons                           |
| 100 meter | Elaine Thompson Jamaica | Tori Bowie USA | Shelly-Ann Fraser-Pryce Jamaica |

## Resultat

### Kval

#### Heat 1
| Placering | Bana | Idrottare      | Nationalitet  | Reaktion       | Tid   | Noteringar |
| --------- | ---- | -------------- | ------------- | -------------- | ----- | ---------- |
| 1         | 5    | Hafsatu Kamara | Sierra Leone  | 0,148          | 12,24 | Q          |
| 2         | 7    | Sisila Seavula | Fiji          | 0,143          | 12,34 | Q          |
| 3         | 9    | Regine Tugade  | Guam          | 0,156          | 12,52 |            |
| 4         | 8    | Makoura Keita  | Guinea        | 0,150          | 12,66 | PB         |
| 5         | 3    | Shirin Akter   | Bangladesh    | 0,166          | 12,99 |            |
| 6         | 4    | Mariana Cress  | Marshallöarna | 0,206          | 13,20 |            |
| 7         | 2    | Liliana Neto   | Angola        | 0,136          | 13,58 |            |
| 8         | 6    | Kamia Yousufi  | Afghanistan   | 0,216          | 14,02 | NR         |
|           |      |                |               | Vind: +0,9 m/s |       |            |

#### Heat 2
| Placering | Bana | Idrottare           | Nationalitet              | Reaktion       | Tid   | Noteringar |
| --------- | ---- | ------------------- | ------------------------- | -------------- | ----- | ---------- |
| 1         | 9    | Sunayna Wahi        | Surinam                   | 0,172          | 12,09 | Q          |
| 2         | 7    | Patricia Taea       | Cooköarna                 | 0,160          | 12,30 | Q          |
| 3         | 8    | Mazoon Al-alawi     | Oman                      | 0,161          | 12,30 | q          |
| 4         | 2    | Lidiane Lopes       | Kap Verde                 | 0,154          | 12,38 | NR         |
| 5         | 3    | Phumlile Ndzinisa   | Swaziland                 | 0,137          | 12,49 |            |
| 6         | 5    | Taine Halasima      | Tonga                     | 0,199          | 12,80 |            |
| 7         | 6    | Laenly Phoutthavong | Laos                      | 0,186          | 12,82 | PB         |
| 8         | 4    | Lerissa Henry       | Mikronesiska federationen | 0,163          | 13,53 |            |
|           |      |                     |                           | Vind: −0,2 m/s |       |            |

#### Heat 3
| Placering | Bana | Idrottare                 | Nationalitet      | Reaktion       | Tid   | Noteringar |
| --------- | ---- | ------------------------- | ----------------- | -------------- | ----- | ---------- |
| 1         | 3    | Charlotte Wingfield       | Malta             | 0,144          | 11,86 | Q          |
| 2         | 4    | Cecilia Bouele            | Kongo-Brazzaville | 0,165          | 11,98 | Q          |
| 3         | 9    | Zaidatul Husniah Zulkifli | Malaysia          | 0,151          | 12,12 | q          |
| 4         | 7    | Prenam Pesse              | Togo              | 0,189          | 12,38 |            |
| 5         | 5    | Denika Kassim             | Komorerna         | 0,192          | 12,53 |            |
| 6         | 2    | Jordan Mageo              | Amerikanska Samoa | 0,173          | 13,72 |            |
| 7         | 8    | Kariman Abuljadayel       | Saudiarabien      | 0,205          | 14,61 | NR         |
| 8         | 6    | Karitaake Tewaaki         | Kiribati          | 0,185          | 14,70 |            |
|           |      |                           |                   | Vind: −0,2 m/s |       |            |

### Heat

#### Heat 1
| Placering | Bana | Idrottare            | Nationalitet    | Reaktion       | Tid   | Noteringar |
| --------- | ---- | -------------------- | --------------- | -------------- | ----- | ---------- |
| 1         | 8    | Desiree Henry        | Storbritannien  | 0,126          | 11,08 | Q          |
| 2         | 6    | Murielle Ahouré      | Elfenbenskusten | 0,159          | 11,17 | Q          |
| 3         | 9    | Natalja Pohrebnjak   | Ukraina         | 0,130          | 11,30 | q          |
| 4         | 2    | Lorene Dorcas Bazolo | Portugal        | 0,142          | 11,43 |            |
| 5         | 3    | Wei Yongli           | Kina            | 0,154          | 11,48 |            |
| 6         | 5    | Hajar Alkhaldi       | Bahrain         | 0,122          | 11,59 |            |
| 7         | 7    | Rima Kasjafutdinova  | Kazakstan       | 0,174          | 11,84 |            |
| 8         | 4    | Sisila Seavula       | Fiji            | 0,149          | 12,48 |            |
|           |      |                      |                 | Vind: +0,3 m/s |       |            |

#### Heat 2
| Placering | Bana | Idrottare             | Nationalitet  | Reaktion      | Tid   | Noteringar |
| --------- | ---- | --------------------- | ------------- | ------------- | ----- | ---------- |
| 1         | 9    | Dafne Schippers       | Nederländerna | 0,143         | 11,16 | Q          |
| 2         | 5    | Tatjana Pinto         | Tyskland      | 0,164         | 11,31 | Q          |
| 3         | 6    | Khamica Bingham       | Kanada        | 0,137         | 11,41 |            |
| 4         | 7    | Flings Owusu-Agyapong | Ghana         | 0,135         | 11,43 |            |
| 5         | 4    | Gloria Asumnu         | Nigeria       | 0,139         | 11,55 |            |
| 6         | 3    | Evelyn Rivera         | Colombia      | 0,161         | 11,59 |            |
| 7         | 8    | Brenessa Thompson     | Guyana        | 0,162         | 11,72 |            |
| 8         | 2    | Hafsatu Kamara        | Sierra Leone  | 0,150         | 12,22 |            |
|           |      |                       |               | Vind: 0,0 m/s |       |            |

#### Heat 3
| Placering | Bana | Idrottare              | Nationalitet           | Reaktion      | Tid   | Noteringar |
| --------- | ---- | ---------------------- | ---------------------- | ------------- | ----- | ---------- |
| 1         | 9    | Tori Bowie             | USA                    | 0,142         | 11,13 | Q          |
| 2         | 5    | Blessing Okagbare      | Nigeria                | 0,154         | 11,16 | Q          |
| 3         | 8    | Angela Tenorio         | Ecuador                | 0,150         | 11,35 | q          |
| 4         | 4    | Ezinne Okparaebo       | Norge                  | 0,141         | 11,43 |            |
| 5         | 6    | Eliecith Palacios      | Colombia               | 0,172         | 11,48 |            |
| 6         | 3    | Tahesia Harrigan-Scott | Brittiska Jungfruöarna | 0,149         | 11,54 |            |
| 7         | 7    | Chrystyna Stuj         | Ukraina                | 0,146         | 11,57 |            |
| 8         | 2    | Cecilia Bouele         | Kongo-Brazzaville      | 0,149         | 12,18 |            |
|           |      |                        |                        | Vind: 0,0 m/s |       |            |

#### Heat 4
| Placering | Bana | Idrottare               | Nationalitet    | Reaktion       | Tid   | Noteringar |
| --------- | ---- | ----------------------- | --------------- | -------------- | ----- | ---------- |
| 1         | 9    | Shelly-Ann Fraser-Pryce | Jamaica         | 0,146          | 10,96 | Q          |
| 2         | 5    | Marie-Josee Ta Lou      | Elfenbenskusten | 0,156          | 11,01 | Q          |
| 3         | 2    | Mujinga Kambundji       | Schweiz         | 0,149          | 11,19 | q          |
| 4         | 8    | Narcisa Landazuri       | Ecuador         | 0,117          | 11,38 | q          |
| 5         | 4    | Tynia Gaither           | Bahamas         | 0,154          | 11,56 |            |
| 6         | 7    | Ramona Papaioannou      | Cypern          | 0,140          | 11,61 |            |
| 7         | 6    | Ruddy Zang Milama       | Gabon           | 0,151          | 11,67 |            |
| 8         | 3    | Sunayna Wahi            | Surinam         | 0,117          | 12,25 |            |
|           |      |                         |                 | Vind: −0,3 m/s |       |            |

#### Heat 5
| Placering | Bana | Idrottare          | Nationalitet        | Reaktion       | Tid   | Noteringar |
| --------- | ---- | ------------------ | ------------------- | -------------- | ----- | ---------- |
| 1         | 9    | Tianna Bartoletta  | USA                 | 0,148          | 11,23 | Q          |
| 2         | 8    | Ewa Swoboda        | Polen               | 0,149          | 11,24 | Q          |
| 3         | 6    | Olesia Povch       | Ukraina             | 0,132          | 11,39 | q          |
| 4         | 5    | Kelly-Ann Baptiste | Trinidad och Tobago | 0,141          | 11,42 |            |
| 5         | 2    | Jennifer Madu      | Nigeria             | 0,163          | 11,61 |            |
| 6         | 3    | Nigina Sharipova   | Uzbekistan          | 0,135          | 11,68 |            |
| 7         | 4    | Dutee Chand        | Indien              | 0,151          | 11,69 |            |
| 8         | 7    | Patricia Taea      | Cooköarna           | 0,159          | 12,41 |            |
|           |      |                    |                     | Vind: −0,7 m/s |       |            |

#### Heat 6
| Placering | Bana | Idrottare               | Nationalitet        | Reaktion       | Tid   | Noteringar |
| --------- | ---- | ----------------------- | ------------------- | -------------- | ----- | ---------- |
| 1         | 5    | Michelle-Lee Ahye       | Trinidad och Tobago | 0,153          | 11,00 | Q          |
| 2         | 7    | Christania Williams     | Jamaica             | 0,170          | 11,27 | Q          |
| 3         | 4    | Asha Philip             | Storbritannien      | 0,120          | 11,34 | q          |
| 4         | 2    | Crystal Emmanuel        | Kanada              | 0,162          | 11,43 |            |
| 5         | 6    | Viktoria Ziabkina       | Kazakstan           | 0,150          | 11,69 |            |
| 6         | 8    | Marika Popowicz-Drapała | Polen               | 0,136          | 11,70 |            |
| 7         | 9    | Iman Essa Jasim         | Bahrain             | 0,161          | 11,72 |            |
| 8         | 3    | Charlotte Wingfield     | Malta               | 0,138          | 11,90 |            |
|           |      |                         |                     | Vind: ±0,0 m/s |       |            |

#### Heat 7
| Placering | Bana | Idrottare        | Nationalitet        | Reaktion       | Tid   | Noteringar |
| --------- | ---- | ---------------- | ------------------- | -------------- | ----- | ---------- |
| 1         | 9    | Elaine Thompson  | Jamaica             | 0,174          | 11,21 | Q          |
| 2         | 3    | Rosangela Santos | Brasilien           | 0,163          | 11,25 | Q          |
| 3         | 4    | Semoy Hackett    | Trinidad och Tobago | 0,138          | 11,35 | q          |
| 4         | 8    | Toea Wisil       | Papua Nya Guinea    | 0,142          | 11,48 |            |
| 5         | 2    | Olga Safronova   | Kazakstan           | 0,148          | 11,50 |            |
| 6         | 6    | Alyssa Conley    | Sydafrika           | 0,143          | 11,57 |            |
| 7         | 5    | Melissa Breen    | Australien          | 0,143          | 11,74 |            |
| 8         | 7    | Mazoon Al-Alawi  | Oman                | 0,199          | 12,43 |            |
|           |      |                  |                     | Vind: −1,0 m/s |       |            |

#### Heat 8
| Placering | Bana | Idrottare                 | Nationalitet   | Reaktion       | Tid   | Noteringar |
| --------- | ---- | ------------------------- | -------------- | -------------- | ----- | ---------- |
| 1         | 6    | English Gardner           | USA            | 0,191          | 11,09 | Q          |
| 2         | 4    | Carina Horn               | Sydafrika      | 0,158          | 11,32 | Q          |
| 3         | 2    | Ivet Lalova-Collio        | Bulgarien      | 0,125          | 11,35 | q          |
| 4         | 7    | Daryll Neita              | Storbritannien | 0,169          | 11,41 |            |
| 5         | 3    | Rebekka Haase             | Tyskland       | 0,175          | 11,47 |            |
| 6         | 9    | Yuan Qiqi                 | Kina           | 0,143          | 11,56 |            |
| 7         | 5    | Franciela Krasucki        | Brasilien      | 0,159          | 11,67 |            |
| 8         | 8    | Zaidatul Husniah Zulkifli | Malaysia       | 0,149          | 12,62 |            |
|           |      |                           |                | Vind: −0,2 m/s |       |            |

### Semifinaler

#### Semifinal 1
| Placering | Bana | Idrottare           | Nationalitet        | Reaktion       | Tid   | Noteringar |
| --------- | ---- | ------------------- | ------------------- | -------------- | ----- | ---------- |
| 1         | 7    | Tori Bowie          | USA                 | 0,165          | 10,90 | Q          |
| 2         | 6    | Michelle-Lee Ahye   | Trinidad och Tobago | 0,134          | 10,90 | Q, SB      |
| 3         | 9    | Christania Williams | Jamaica             | 0,166          | 10,96 | q, PB      |
| 4         | 5    | Murielle Ahouré     | Elfenbenskusten     | 0,156          | 11,01 |            |
| 5         | 3    | Ángela Tenorio      | Ecuador             | 0,145          | 11,14 |            |
| 6         | 8    | Mujinga Kambundji   | Schweiz             | 0,130          | 11,16 |            |
| 7         | 4    | Ewa Swoboda         | Polen               | 0,155          | 11,18 |            |
| 8         | 2    | Olesia Povch        | Ukraina             | 0,126          | 11,29 |            |
|           |      |                     |                     | Vind: +1,0 m/s |       |            |

#### Semifinal 2
| Placering | Bana | Idrottare               | Nationalitet    | Reaktion       | Tid   | Noteringar |
| --------- | ---- | ----------------------- | --------------- | -------------- | ----- | ---------- |
| 1         | 5    | Shelly-Ann Fraser-Pryce | Jamaica         | 0,151          | 10,88 | Q, SB      |
| 2         | 4    | Dafne Schippers         | Nederländerna   | 0,146          | 10,90 | Q          |
| 3         | 6    | Marie-Josee Ta Lou      | Elfenbenskusten | 0,157          | 10,94 | q, PB      |
| 4         | 7    | Tianna Bartoletta       | USA             | 0,141          | 11,00 |            |
| 5         | 9    | Rosangela Santos        | Brasilien       | 0,133          | 11,23 | SB         |
| 6         | 2    | Narcisa Landazuri       | Ecuador         | 0,152          | 11,27 |            |
| 7         | 8    | Natalija Pogrebnjak     | Ukraina         | 0,138          | 11,32 |            |
| 8         | 3    | Asha Philip             | Storbritannien  | 0,124          | 11,33 |            |
|           |      |                         |                 | Vind: +0,3 m/s |       |            |

#### Semifinal 3
| Placering | Bana | Idrottare          | Nationalitet        | Reaktion       | Tid   | Noteringar |
| --------- | ---- | ------------------ | ------------------- | -------------- | ----- | ---------- |
| 1         | 4    | Elaine Thompson    | Jamaica             | 0,156          | 10,88 | Q          |
| 2         | 7    | English Gardner    | USA                 | 0,158          | 10,90 | Q          |
| 3         | 6    | Blessing Okagbare  | Nigeria             | 0,155          | 11,09 |            |
| 4         | 5    | Desiree Henry      | Storbritannien      | 0,129          | 11,09 |            |
| 5         | 3    | Semoy Hackett      | Trinidad och Tobago | 0,146          | 11,20 |            |
| 6         | 9    | Carina Horn        | Sydafrika           | 0,149          | 11,20 |            |
| 7         | 8    | Tatjana Pinto      | Tyskland            | 0,175          | 11,32 |            |
| –         | 2    | Ivet Lalova-Collio | Bulgarien           |                | DNS   |            |
|           |      |                    |                     | Vind: +0,6 m/s |       |            |

### Final
| Placering | Bana | Idrottare               | Nationalitet        | Reaktion       | Tid   | Noteringar |
| --------- | ---- | ----------------------- | ------------------- | -------------- | ----- | ---------- |
| 1         | 4    | Elaine Thompson         | Jamaica             | 0,157          | 10,71 |            |
| 2         | 5    | Tori Bowie              | USA                 | 0,112          | 10,83 |            |
| 3         | 6    | Shelly-Ann Fraser-Pryce | Jamaica             | 0,138          | 10,86 | SB         |
| 4         | 3    | Marie-Josee Ta Lou      | Elfenbenskusten     | 0,136          | 10,86 | PB         |
| 5         | 9    | Dafne Schippers         | Nederländerna       | 0,134          | 10,90 |            |
| 6         | 8    | Michelle-Lee Ahye       | Trinidad och Tobago | 0,132          | 10,92 |            |
| 7         | 7    | English Gardner         | USA                 | 0,148          | 10,94 |            |
| 8         | 2    | Christania Williams     | Jamaica             | 0,163          | 11,80 |            |
|           |      |                         |                     | Vind: +0,5 m/s |       |            |